# Ptychadena hylaea
Ptychadena hylaea es una especie de anfibio anuro de la familia Ptychadenidae.

## Distribución geográfica
Esta especie es endémica de África central. Se encuentra en el Monte Nimba en Guinea y Uganda.

## Publicación original
- Schmidt & Inger, 1959 : Amphibians exclusive of the genera Afrixalus and Hyperolius. Exploration du Parc National de l'Upemba. Mission G.F. de Witte, en Collaboration avec W. Adam et al. (1946-1949), Bruxelles, vol. 56, p. 1-264.[3]